# Tyler Rake
Tyler Rake (Extraction) è un film del 2020 diretto da Sam Hargrave, al debutto da regista.
La pellicola è l'adattamento cinematografico della graphic novel Ciudad, scritta da Ande Parks, Anthony e Joe Russo ed illustrata da Fernando León González.

## Trama
Dopo la scuola, Ovi Mahajan, figlio di Ovi Mahajan Sr., signore della droga indiano, esce di nascosto di casa per visitare un club, dove viene rapito da agenti di polizia che lavorano per il signore della droga rivale, Amir Asif. Saju Rav, ex militare e protettore del bambino, visita il padre di Ovi in prigione, che si rivela non disposto a pagare il riscatto in quanto danneggerebbe il suo prestigio, ed ordina così a Saju di recuperare suo figlio, minacciando la sua famiglia.
Tyler Rake, un mercenario ex SASR, viene reclutato da Khan per salvare Ovi da Dacca. La squadra di Rake e Khan si prepara ad estrarre Ovi, con gli uomini di suo padre pronti a pagarli una volta recuperato. Rake salva Ovi, uccide i suoi rapitori e lo porta al punto di estrazione, ma gli uomini di suo padre intenzionalmente non trasferiscono i fondi. Invece, Saju uccide i compagni di squadra di Rake per riportare indietro Ovi per evitare qualsiasi pagamento. Appresa la fuga di Ovi, Asif ordina un blocco immediato su Dacca, mettendo in sicurezza tutti i ponti che portano fuori città.
Khan organizza un elicottero per estrarre Rake fuori città e gli dice di abbandonare Ovi poiché non verranno pagati per il contratto di estrazione. Rake rifiuta, ossessionato dai ricordi di suo figlio, che morì in giovane età a causa di un linfoma. Dopo essere fuggito da Saju e dalla polizia corrotta, Rake combatte una banda di ragazzi guidati da Farhad, un giovane criminale determinato a impressionare Asif. Rake chiama il suo amico Gaspar, un compagno di squadra in pensione che vive lì, e lui e Ovi si nascondono a casa di Gaspar. Gaspar rivela che Asif ha piazzato una taglia di 10 milioni di dollari su Ovi, e si offre di condividerla se Rake gli consente di uccidere Ovi. Rake rifiuta e combatte Gaspar, che prende il sopravvento ma viene però infine ucciso da Ovi.
Rake chiama Saju e chiede il suo aiuto, costringendolo ad unirsi a lui per fuggire da Dacca. Rake distoglie l'attenzione da un mascherato Saju e Ovi mentre i due si fanno strada attraverso un checkpoint sul ponte, quindi li segue per coprire la loro fuga. Khan e i restanti mercenari si avvicinano dal lato opposto del ponte, mentre Asif osserva da lontano con il binocolo. Nello scontro a fuoco, Saju viene ucciso dal Colonnello con un colpo di cecchino alla testa. Ferito, Rake ordina a Ovi di correre verso l'elicottero in attesa di Khan. Mentre Rake lo segue, viene colpito al collo da Farhad e, vedendo Ovi al sicuro, cade nel fiume. Ovi, Khan e la squadra di estrazione scappano a Mumbai.
Otto mesi dopo, Khan uccide Asif in un bagno per uomini. Ovi salta nella piscina della sua scuola e affiora per vedere un uomo che lo osserva.

## Produzione
Il 30 agosto 2018 viene annunciato il progetto con Sam Hargrave alla regia su una sceneggiatura di Joe Russo e Chris Hemsworth protagonista.
Le riprese del film iniziano nei primi giorni del novembre 2018 e si svolgono tra Mumbai e Ahmedabad fino al 19 novembre, mentre le riprese successive si svolgono in Thailandia, nel distretto di Ban Pong ed a Ratchaburi, e a Dacca, nel Bangladesh, terminando nel marzo 2019.

### Titolo
Il titolo iniziale del film era Dhaka, cambiato successivamente in Out of the Fire ed infine diventato Extraction nella versione originale.

## Promozione
Il primo trailer del film viene diffuso il 7 aprile 2020.

## Distribuzione
Il film è stato distribuito sulla piattaforma Netflix a partire dal 24 aprile 2020.

### Divieti
Negli Stati Uniti il film è stato vietato ai minori di 17 anni non accompagnati per la presenza di "forte violenza sanguinosa, linguaggio non adatto e uso di droghe".

## Accoglienza

### Critica
Sull'aggregatore Rotten Tomatoes il film riceve il 67% delle recensioni professionali positive con un voto medio di 6,2 su 10 basato su 218 critiche, mentre su Metacritic ottiene un punteggio di 56 su 100 basato su 35 critiche.
IndieWire ha posizionato il film al 26º posto dei miglior film d'azione del XXI secolo.

### Primati
Al 4 maggio 2020 la pellicola è stata vista da oltre 90 milioni di account, segnando il nuovo record per il film più visto di sempre su Netflix, arrivando poi a 99 milioni nel luglio seguente, diventando così il film originale più visto su Netflix. È stato il decimo film più visto del 2020 sulla piattaforma Netflix. A fine 2021 risulta essere il quarto film più visto dell'anno.

## Riconoscimenti
- 2020 - E! People's Choice Awards[14][15]
  - Miglior star d'azione a Chris Hemsworth
  - Candidatura per il miglior film
  - Candidatura per il miglior film d'azione
  - Candidatura per la miglior star maschile a Chris Hemsworth
- 2021 - Critics Choice Super Awards[16]
  - Candidatura per il miglior film d'azione
  - Candidatura per il miglior attore in un film d'azione a Chris Hemsworth
- 2021 - VES Awards[17]
  - Candidatura per i migliori effetti visivi di supporto in un film a Marko Forker, Lynzi Grant, Craig Wentworth e Olivier Sarda

## Sequel
Nel maggio 2020, lo sceneggiatore Joe Russo annuncia di aver siglato un accordo per scrivere il sequel/prequel, mentre Chris Hemsworth e il regista Sam Hargrave firmeranno dopo che la sceneggiatura sarà pronta. Nel gennaio 2021, Sam Hargrave fissa le riprese per l'autunno 2021 e annuncia che Joe Russo sta ultimando la sceneggiatura. Tyler Rake 2 è stato distribuito su Netflix a partire dal 16 giugno 2023.